# Seriemördaren i Wales
Seriemördaren i Wales (engelska: Steeltown Murders) är en brittisk historisk kriminal- och dramaserie. Första säsong hade premiär den 15 maj 2023 på BBC, och bestod av fyra avsnitt. Serien är baserad på verkliga händelser. Serien sänds på SVT Play.

## Handling
Serien utspelar sig i industristaden Port Talbot och kretsar kring kriminalkommissarie Bethell som försöker hitta seriemördaren som låg bakom tre mord i staden på 1970-talet.

## Rollista (i urval)
- Philip Glenister - Paul Bethell
  - Scott Arthur - Paul Bethell, som ung
- Steffan Rhodri - Phil ‘Bach’ Rees
  - Siôn Alun Davies - Bach Rees, som ung
- Keith Allen - Dai Williams
  - Rhys Rusbatch - Dai Williams, som ung
- Sharon Morgan - Pat Williams
- Karen Paullada - Jackie Roberts
- Richard Harrington - Dr Colin Dark
- Nia Roberts - Karina Bethell
  - Elinor Crawley - Karina Bethell, som ung
- Priyanga Burford - Sita Anwar